# Mallanaikanahalli, Madhugiri
Mallanaikanahalli là một làng thuộc tehsil Madhugiri, huyện Tumkur, bang Karnataka, Ấn Độ.